# ÖNWB XVIb
Die Dampflokomotivreihe ÖNWB XVIb waren Schnellzug-Lokomotiven der Österreichischen Nordwestbahn (ÖNWB).
Die acht Maschinen wurden von der Lokomotivfabrik der StEG 1901 an die ÖNWB geliefert, die die Verbundmaschinen als Reihe XVIb bezeichneten.
Die Bestellung einer Nassdampfvariante kam nicht zustande, sodass die Reihe XVIa nicht besetzt wurde.
Die Reihe XVIb musste schneller sein als die Schnellzugsmaschinen der StEG, damit die ÖNWB mit dieser konkurrieren konnte.
Tatsächlich war sie leistungsstärker als vergleichbare ältere Reihen der Kaiser-Ferdinands-Nordbahn (KFNB) und k.k. österreichischen Staatsbahnen (6, 106 und 206).
Der Kessel war gleich jenem der ÖNWB XIV, die Zylinder glichen jenen der kkStB 106.
Nach der Verstaatlichung 1909 bezeichneten die kkStB die Lokomotiven dieser Reihe als Reihe 208.
Nach dem Ersten Weltkrieg kamen alle Maschinen zur ČSD, die sie als Reihe 264.4 einordnete und bis 1937 ausschied.